# Hinrich Schwenker
Hinrich „Hinni“ Schwenker (* 8. Juli 1934 in Bremen; † 18. April 2005 in Bremen) war ein deutscher Handballspieler. Er gilt als einer der erfolgreichsten deutschen Spieler der 1950er und 1960er Jahre.

## Werdegang
Schwenker spielte über 40 Jahre lang beim Bremer Verein ATSV Habenhausen.
Im Alter von 18 Jahren wurde er erstmals in die deutsche Nationalmannschaft berufen. In seiner Laufbahn bestritt er insgesamt 76 Länderspiele, in denen er 212 Tore erzielte. Er stand im Aufgebot der gemeinsamen Auswahl des Deutschen Handballbundes (DHB) der Bundesrepublik Deutschland und des Deutschen Handballverbandes (DHV) der DDR bei
der Hallenhandball-Weltmeisterschaft (WM) 1954 (2. Platz), Hallenhandball-WM 1958 (3. Platz), Feldhandball-WM 1959 (Weltmeister) und der Hallenhandball-WM 1961. Mit der Auswahl des DHB nahm er zudem an der Hallenhandball-WM 1964 (4. Platz) teil.
Nach dem Ende seiner aktiven Zeit trainierte er unter anderem die Handballmannschaft von Werder Bremen.
Sein Sohn Uwe Schwenker war ebenfalls Handball-Nationalspieler.

## Ehrungen
Für den Gewinn der Weltmeisterschaft wurde Schwenker 1959 mit dem Silbernen Lorbeerblatt geehrt. 2009 benannte der ATSV Habenhausen seine Sporthalle in Hinni-Schwenker-Halle um.